# Georg Hajdu

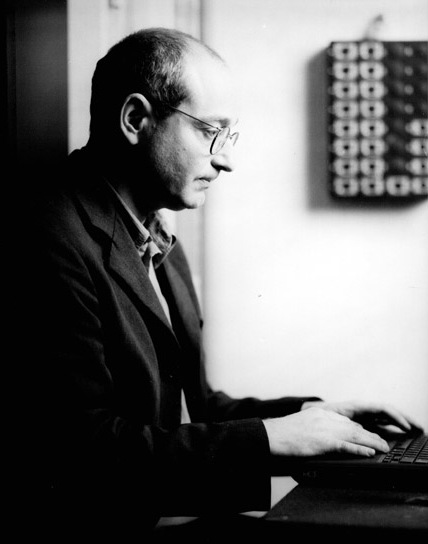
Georg Hajdu

Georg Hajdu (* 21. Juni 1960 in Göttingen) ist ein deutscher Komponist ungarischer Abstammung.

## Leben
Nach Studien in Köln und am Center for New Music and Audio Technologies (CNMAT) in Berkeley, USA, promovierte er an der University of California, Berkeley. Unter seinen Lehrern befinden sich Georg Kröll, Johannes Fritsch, Krzysztof Meyer, Klarenz Barlow, Andrew Imbrie, Jorge Liderman und David Wessel. Außerdem war er Gasthörer bei György Ligeti in Hamburg.
Er gründete 1996 nach weiteren Aufenthalten am IRCAM in Paris und dem ZKM in Karlsruhe zusammen mit der Pianistin Jennifer Hymer das Ensemble WireWorks, das sich auf die Aufführung live-elektronischer Musik spezialisiert hat. 1999 produzierte er in Münster seine abendfüllende Oper Der Sprung – Beschreibung einer Oper, zu der der Schriftsteller und Filmemacher Thomas Brasch das Libretto verfasst hat. Im Mai 2002 kam seine interaktive vernetzte Performanceumgebung Quintet.net bei einer Opernproduktion der Münchener Biennale zum Einsatz.
Zu seinen Interessens- und Forschungsgebieten gehören Multimedia, Mikrotonalität, algorithmische Komposition, Echtzeit-Interaktion und der Einsatz von Netzwerken in der Musik. Seit 2002 ist Georg Hajdu Professor für multimediale Komposition an der Hochschule für Musik und Theater Hamburg. 2010 war er Visiting Professor an der Northeastern University und Artist in Residence am Goethe-Institut in Boston.

## Werke

### Kompositionen (Auswahl)
- Der Sprung, Oper (1994–98)
- Exit für Violine und Live-Elektronik (2001)
- StoryTeller für Schlagzeug und interaktive Medien. Gemeinschaftswerk mit Stephan Froleyks (2001–2004)
- Mindtrip für Quintet.net (2000-)
- Light Blue für Klavier (2001–2004)
  - Dichrome Blue
  - Blue Marble
  - Kalim’balu
- Tsunami für Blockflöte oder/und Toy Piano oder/und Live-Elektronik (2006)
- Corpus Callosum für Blockflöte, Viola da Gamba, Bassklarinette and Cembalo (2006)
- Ivresse '84 für Violine und Laptopquartett (2007)
- Beyond the Horizon für 2 Bohlen-Pierce-Klarinetten und Synthesizer (2008)
- Blueprint für Sopran Saxophon, E-Gitarre, Kontrabass, Klavier, Schlagzeug, Zuspielklänge und interaktive Elektronik (2009)

### Installationen
- Flying Cities (2003)
- Drei Allegorien von C.D. Friedrich (Hamburger Kunsthalle, 7. Oktober 2006 – 28. Januar 2007)

### Software
- Quintet.net
- Elektronische Studie II von Karlheinz Stockhausen
- Macaque - Audio to Spectral Notation software package
- DJster - MaxMSP-Implementierung von Klarenz Barlows Programm AUTOBUSK

### Artikel (Auswahl)
- Automatic Composition and Notation in Network Music Environments. SMC’06 Conference Proceedings. Marseille (2006)
- „Research and Technology in the Opera Der Sprung“. Nova Acta Leopoldina, 92 Nr. 341. (2005)
- „Überlegungen zu einer neuen Theorie der Harmonie“ in: Mikrotöne und mehr. Hrsg. Manfred Stahnke, Schriftenreihe: Musik und. Band 8. Hrsg. Hanns-Werner Heister und Wolfgang Hochstein. Weidler Verlag, Berlin (2005). S. 165–187.
- "Der Computer als Inspirationsquelle für Komponisten" in: Mathematische Musik - musikalische Mathematik. Hrsg. Bernd Enders. PFAU-Verlag, Saarbrücken, 2005
- “Quintet.net: An Environment for Composing and Performing Music on the Internet,” LEONARDO Vol. 38, No. 1 (2005)
- „Quintet.net“ Neue Zeitschrift für Musik. 5 (2004). S. 28.